# 鈴木翔天
鈴木 翔天（すずき そら、1996年8月19日 - ）は、神奈川県横浜市出身のプロ野球選手（投手）。左投左打。東北楽天ゴールデンイーグルス所属。

## 経歴

### プロ入り前
地元のクラブチーム、アローズ少年ソフトで小学校3年生からソフトボールを始め、6年生で瀬谷リトルで野球を始めた。横浜市立万騎が原中学校では瀬谷シニアに所属した。シニアでは藤井聖とチームメイトだった。
向上高校進学後、レフト兼ピッチャーとして、2年夏にベンチ入りし、3年春には神奈川県大会準優勝。準決勝の小笠原慎之介、吉田凌ら擁する東海大相模高校戦では9回からリリーフし、2回を無失点に抑え勝利に貢献。第66回春季関東大会でも準優勝に輝いた。3年の夏の神奈川県大会でも決勝まで進み、再び東海大相模高校と対戦。鈴木は先発するも4回途中2失点で降板。チームも敗れ甲子園には届かなかった。
富士大学経済学部経営法学科に進学後、本格的にピッチャーに転向。1年春から北東北大学リーグで登板したが怪我の影響で登板が少なく、3年春から主力として活躍。3年春は防御率1.72を記録し、リーグ優勝に貢献。第66回全日本大学野球選手権大会では初戦の福岡大学戦に4回からリリーフでマウンドに上がると、6回2安打8奪三振無失点の好投で逆転勝利を呼び込んだ。3年秋には八戸工業大学戦で北東北大学リーグ初の完全試合を達成。4勝0敗、防御率0.72の好成績で最優秀防御率、優秀選手賞に輝き、優勝に貢献。第9回東北地区代表決定戦でも好投を見せ優勝。第48回明治神宮野球大会に出場を決めた。初戦の大阪商業大学戦では足がつりながらも、5回途中9奪三振の好投を見せた。4年春には左肘痛の影響で登板は無く、4年秋に復帰したが、第10回東北地区代表決定戦で東北福祉大学に敗れ、神宮大会への出場を逃した。野球部の同期には佐藤龍世、佐々木健がいる。
2018年10月25日に行われたドラフト会議で、東北楽天ゴールデンイーグルスから8位指名を受け、契約金2500万円、年俸700万円（金額は推定）という条件で入団した。背番号は56。

### 楽天時代
2019年は1月の新人合同自主トレで左肘が万全であることをアピールし、春季キャンプを一軍でスタート。ただ、オープン戦での登板機会は得られず、3月23日にイースタン・リーグの北海道日本ハムファイターズ戦で公式戦初登板初先発となったが、5回8安打2四球6奪三振5失点という投球内容であった。さらに3月末には腰を痛めて長期離脱となり、二軍戦に復帰したのは9月29日。ルーキーイヤーの一軍登板は無く、二軍でも前述の2試合の登板に終わった。なお、オフに千葉ロッテマリーンズから国内FA権を行使していた鈴木大地の獲得を、11月18日に球団が発表したことにより、報道上の表記およびスコアボード上の表記が「鈴木翔」となった。
2020年は新型コロナウイルスの影響で120試合制の短縮シーズン・開幕延期となった。6月19日の開幕は二軍で迎えたものの、イースタン・リーグでは8試合の登板で防御率1.59と結果を残し、9月15日にリリーフとして出場選手登録。同日のオリックス・バファローズ戦でプロ初登板を果たし、1イニングを無失点に抑えた。ただ、続く9月18日の福岡ソフトバンクホークス戦では1/3回で2失点を喫し、翌19日に出場選手登録を抹消された。その後の一軍昇格は果たせずにシーズンを終え、この年は一軍で2試合に登板して防御率13.50という成績であった。
2021年は春季キャンプを二軍でスタートしたが、オープン戦ではリリーフとして登板機会を得て、3試合の登板で無失点、打者6人に対して4奪三振を記録した。3月26日の開幕こそ一軍で迎えたものの、翌27日に出場選手登録。同日の日本ハム戦、2点ビハインドの3回表二死二・三塁という場面からシーズン初登板となり、追加点を許すことなく1回無失点に抑えたが、この1試合のみで3月29日に出場選手登録を抹消された。その後は9月5日に再登録、10月18日に登録抹消となり、この年は5試合の登板で防御率0.00という成績であった。オフに60万円増となる推定年俸650万円で契約を更改した。
2022年は春季キャンプを一軍でスタートし、先発としてアピールしていたが、3月8日のオープン戦で左脇腹を痛めて緊急降板し、開幕を二軍で迎えた。実戦復帰後は二軍で6試合に登板し、防御率2.03と結果を残すと、5月18日にリリーフとして出場選手登録。5月20日のオリックス戦でシーズン初登板を果たし、同25日の阪神タイガース戦ではプロ初ホールドを記録した。7月1日終了時点で16試合に登板し、防御率0.69と奮闘していたが、翌2日のロッテ戦で2失点を喫して敗戦投手となると、この試合を含めて3登板連続敗戦投手、4登板連続失点。調子を大きく落としたことで7月22日に出場選手登録を抹消された。8月7日に再登録されると、同25日のソフトバンク戦でプロ初勝利を記録。その後はシーズン終了まで一軍に帯同し、この年は38試合のリリーフ登板で1勝3敗7ホールド・防御率4.03という成績を残した。オフに400万円増となる推定年俸1050万円で契約を更改した。
2023年も春季キャンプを一軍でスタート。先発とリリーフの両構えで調整し、リリーフとして自身初の開幕一軍入りを果たした。日本ハムとの開幕カードでは3試合全てに登板してホールドを記録したものの、4月後半からは救援失敗が目立ち、5月24日のオリックス戦では3点リードの8回裏から登板するも、中川圭太に2点本塁打を打たれ、同29日に出場選手登録を抹消された。6月10日に再登録されると、7月16日のロッテ戦で失点を喫するまで、13試合連続無失点を記録。同23日の埼玉西武ライオンズ戦では、守護神松井裕樹の離脱を受けて2点リードの9回裏に登板し、三者凡退に抑えてプロ初セーブを挙げた。8月5日のロッテ戦から9月13日のロッテ戦にかけても13試合連続無失点を記録するなど、シーズン終了まで一軍に帯同し、この年はリーグ最多の61試合に登板して1勝1敗22ホールド1セーブ・防御率3.30を記録。オフに2150万円増となる推定年俸3200万円で契約を更改した。
2024年は2年連続で開幕一軍入りを果たすも、シーズン初登板となった3月30日の西武戦で1回2安打2四球2失点。春先は不調でホールド機会が少なく、交流戦開始前時点では14試合に登板し、1勝0敗3ホールド・防御率2.51という成績であった。ただ、4月28日のロッテ戦からは無失点投球を続けており、交流戦に入るとホールド機会が増加し、7月からはセットアッパーに定着。8月15日のオリックス戦で失点を喫したものの、28試合連続無失点を記録した。この年はシーズンを一軍で完走し、49試合の登板で2勝0敗24ホールド1セーブ・防御率1.66と好成績を収め、シーズン終了後には第3回プレミア12（詳細後述）に出場。オフに3300万円増となる推定年俸6500万円で契約を更改した。
2025年も3年連続で開幕一軍入りを果たす。開幕後は則本昂大や藤平尚真が不調であったため、代役守護神に指名された。セーブを記録するなど救援陣を支えていたが、6月11日に上半身のコンディション不良を訴え、登録抹消された。

## 代表経歴

### 第3回プレミア12
2024年10月9日、第3回プレミア12の日本代表に選出されたことが発表された。
11月13日のオープニングラウンド開幕戦（対オーストラリア）で8回表から登板し、三者凡退に抑えた。吉見一起投手コーチは、勝ちパターンの継投について藤平尚真・清水達也と共に鈴木の名前を挙げ、「スーパーラウンドに入ったらある程度、投げる場所というのが自分で分かった上で準備した方がいいと思いますが、1次ラウンドはこの3人で7、8回を回していくことになると思います」と話していたが、その後の登板機会はなし。左肘を痛めており、11月20日に都内の病院で検査を受け、左浅指屈筋および円回内筋損傷と診断され、同日にチームを離脱することが発表された。

## 選手としての特徴
| 球種       | 配分 % | 平均球速 km/h | 被打率 |
| ---------- | ------ | ------------- | ------ |
| ストレート | 64.1   | 149.9         | .180   |
| スライダー | 22.6   | 132.9         | .033   |
| フォーク   | 11.7   | 137.6         | .158   |
| カーブ     | 01.6   | 124.3         | .000   |

独特なテイクバックのスリークォーターから投げ込む最速155km/hのストレートとスライダーが武器。変化球は他にフォーク、カーブ、シンカー、ツーシームなどを投じる。

## 詳細情報

### 年度別投手成績
| 年 度     | 球 団     | 登 板 | 先 発 | 完 投 | 完 封 | 無 四 球 | 勝 利 | 敗 戦 | セ 丨 ブ | ホ 丨 ル ド | 勝 率 | 打 者 | 投 球 回 | 被 安 打 | 被 本 塁 打 | 与 四 球 | 敬 遠 | 与 死 球 | 奪 三 振 | 暴 投 | ボ 丨 ク | 失 点 | 自 責 点 | 防 御 率 | W H I P |
| --------- | --------- | ----- | ----- | ----- | ----- | -------- | ----- | ----- | -------- | ----------- | ----- | ----- | -------- | -------- | ----------- | -------- | ----- | -------- | -------- | ----- | -------- | ----- | -------- | -------- | ------- |
| 2020      | 楽天      | 2     | 0     | 0     | 0     | 0        | 0     | 0     | 0        | 0           | ----  | 8     | 1.1      | 2        | 1           | 1        | 0     | 2        | 1        | 0     | 0        | 2     | 2        | 13.50    | 2.25    |
| 2021      | 楽天      | 5     | 0     | 0     | 0     | 0        | 0     | 0     | 0        | 0           | ----  | 19    | 4.1      | 3        | 0           | 4        | 0     | 0        | 5        | 1     | 0        | 0     | 0        | 0.00     | 1.62    |
| 2022      | 楽天      | 38    | 0     | 0     | 0     | 0        | 1     | 3     | 0        | 7           | .250  | 162   | 38.0     | 25       | 2           | 25       | 1     | 2        | 35       | 2     | 1        | 17    | 17       | 4.03     | 1.32    |
| 2023      | 楽天      | 61    | 0     | 0     | 0     | 0        | 1     | 1     | 1        | 22          | .500  | 195   | 43.2     | 37       | 5           | 25       | 3     | 3        | 47       | 4     | 0        | 18    | 16       | 3.30     | 1.42    |
| 2024      | 楽天      | 49    | 0     | 0     | 0     | 0        | 2     | 0     | 1        | 24          | 1.000 | 186   | 48.2     | 24       | 0           | 21       | 0     | 1        | 48       | 3     | 1        | 9     | 9        | 1.66     | 0.92    |
| 通算：5年 | 通算：5年 | 155   | 0     | 0     | 0     | 0        | 4     | 4     | 2        | 57          | .500  | 570   | 136.0    | 91       | 8           | 76       | 4     | 8        | 136      | 10    | 2        | 46    | 44       | 2.91     | 1.23    |

- 2024年度シーズン終了時
- 各年度の太字はリーグ最多

### 年度別守備成績
| 年 度 | 球 団 | 投手  | 投手  | 投手  | 投手  | 投手  | 投手     |
| 年 度 | 球 団 | 試 合 | 刺 殺 | 補 殺 | 失 策 | 併 殺 | 守 備 率 |
| ----- | ----- | ----- | ----- | ----- | ----- | ----- | -------- |
| 2020  | 楽天  | 2     | 0     | 0     | 0     | 0     | ----     |
| 2021  | 楽天  | 5     | 0     | 1     | 0     | 0     | 1.000    |
| 2022  | 楽天  | 38    | 2     | 10    | 0     | 0     | 1.000    |
| 2023  | 楽天  | 61    | 1     | 7     | 2     | 0     | .800     |
| 2024  | 楽天  | 49    | 2     | 6     | 0     | 0     | 1.000    |
| 通算  | 通算  | 155   | 5     | 24    | 2     | 0     | .935     |

- 2024年度シーズン終了時
- 各年度の太字はリーグ最多

### 記録
初記録
- 初登板：2020年9月15日、対オリックス・バファローズ13回戦（ほっともっとフィールド神戸）、8回裏に4番手で救援登板、1回無失点[20]
- 初奪三振：2020年9月18日、対福岡ソフトバンクホークス16回戦（福岡PayPayドーム）、8回裏に上林誠知から空振り三振
- 初ホールド：2022年5月25日、対阪神タイガース2回戦（阪神甲子園球場）、6回裏に2番手で救援登板、1回無失点[38]
- 初勝利：2022年8月25日、対福岡ソフトバンクホークス18回戦（楽天生命パーク宮城）、2回表に2番手で救援登板、2回1失点[45]
- 初セーブ：2023年7月23日、対埼玉西武ライオンズ14回戦（ベルーナドーム）、9回裏に3番手で救援登板・完了、1回無失点[60]

### 背番号
- 56（2019年[11] - ）

### 代表歴
- 2024 WBSCプレミア12 日本代表